# 한덕승
한덕승(1963년 10월 19일 ~ )은 대한민국의 시민운동가로 민주평화통일자문회의 성남시협의회장이다. 1988년부터 대한민국 경기도 성남시 소재 시민단체를 중심으로 노동운동, 민주화운동, 시민운동 등 활동을 하였다. 2008년부터 성남인문학당을 통해 노장사상 등 철학 및 인문학 강연활동을 하였다.

## 학력
- 1976년 서울효제초등학교 졸업
- 1979년 동국대학교 사범대학 부속중학교 졸업
- 1982년 동성고등학교 졸업
- 1982년 고려대학교 철학과 입학, 미등록 제적(1986년 3월)

## 경력
- 1988년 ~ 1991년 열사정신계승성남노동자협회 총무
- 1989년 ~ 1990년 성남노동자투쟁연합 집행위원
- 1989년 ~ 1991년 성남노동운동단체협의회 공동대표
- 1989년 ~ 1991년 전국노동운동단체협의회 중앙위원
- 1990년 ~ 1991년 전국민족민주연합 대의원
- 1994년 성남시민모임 (현 성남참여자치시민연대) 발기인
- 1997년 ~ 1998년 (유)인성 전무이사
- 1999년 ~ 2006년 (유)인성 대표이사
- 2008년 ~ 성남인문학당 대표
- 2011년 ~ 2012년 성남투데이 기획위원
- 2012년 계간 통 편집장
- 2013년 ~ 성남민주화운동사업회 이사[3]
- 2014년 ~ 2017년 세월호성남시민대책회의 상임공동집행위원장[4]

- 2015년 ~ 성남민주주의국민행동 상임공동대표
- 2016년 ~ 2017년 박근혜퇴진 및 새로운 민주정부 수립을 위한 성남국민운동본부 공동대표[5]

- 2017년 ~ 성남시 남북교류협력위원회 위원
- 2017년 ~ 경기공정포럼 고문
- 2017년 ~ 민주평화통일자문회의 성남시협의회장[6]

## 참고 자료
- 한덕승 페이스북
- 한덕승 유튜브